# Kolut (Sombor, Srbija)
Kolut (ćir.: Колут, mađ.: Küllőd , njem.:Kolluth) je naselje u općini Sombor u Zapadnobačkom okrugu u Vojvodini.

## Povijest
Kolut je staro vojvođansko naselje. Prvi puta se spominje 1261. godine pod nazivom Kulod, po vlasničkoj obitelji Kilod. 1330. godine spominje se kao Kulund, a nekoliko godina kasnije kao Bel-Kulund.
Po povijesnim prilikama naselje je imalo značajan strateški položaj. Smatra se da su Turci upravo ovdje prešli Dunav pred Mohačku bitku 1526. godine.
Do 1756. izvori bilježe da je Kolut selo naseljeno uglavnom šokačkim Hrvatima.
Naselje doživljava procvat u 18. stoljeću kada ga naseljavaju Nijemci, Mađari i Srbi. Doseljeni Nijemci bili su odvojeni ulicom od slavenskoga dijela.
Završetkom Drugoga svjetskoga rata Nijemci su protjerani a u Kolut se doselilo 436 obitelji iz Like i Gorskoga kotara. Njihovi potomci i danas naseljavaju selo.
U Kolutu se nalazi prvi privatni Zoološki vrt. Osnovan je 1988. godine, s nekoliko jezera, više od 100 vrsta životinja iz cijeloga svijeta, od kojih su neke veoma rijetke ptice.

## Stanovništvo
U naselju Kolut živi 1.710 stanovnika, od toga 1.410 punoljetnih stanovnika, a prosječna starost stanovništva iznosi 43,5 godina (41,4 kod muškaraca i 45,5 kod žena). U naselju ima 636 domaćinstva, a prosječan broj članova po domaćinstvu je 2,69.
| Etnički sastav 2002. |            |        |
| Narod                | Stanovnika | %      |
| Srbi                 | 1.359      | 79,47% |
| Jugoslaveni          | 133        | 7,77%  |
| Hrvati               | 128        | 7,48%  |
| Mađari               | 28         | 1,63%  |
| Muslimani            | 4          | 0,23%  |
| Makedonci            | 3          | 0,17%  |
| Crnogorci            | 2          | 0,11%  |
| Nijemci              | 2          | 0,11%  |
| Bunjevci             | 1          | 0,05%  |
| Rusini               | 1          | 0,05%  |
| nepoznato            | 2          | 0,11%  |

| broj stanovnika | 2927  | 2877  | 2597  | 2148  | 1866  | 1710  | 1710  |
|                 | 1948. | 1953. | 1961. | 1971. | 1981. | 1991. | 2001. |

## Šport
Športska društva i klubovi koji ovdje djeluju su:
- nogomet: F.K. Jedinstvo 1947

## Vanjske poveznice
- Informacije o naselju  Arhivirana inačica izvorne stranice od 27. travnja 2014. (Wayback Machine)
- (srp.) Zoo "Miki" Kolut  Arhivirana inačica izvorne stranice od 24. siječnja 2020. (Wayback Machine)
- (engl.) Karte, položaj vremenska prognoza  Arhivirana inačica izvorne stranice od 29. prosinca 2008. (Wayback Machine)
- (engl.) Satelitska snimka naselja  Arhivirana inačica izvorne stranice od 20. veljače 2021. (Wayback Machine)